# Eretz Yisrael Shelanu
L'Eretz Yisrael Shelanu (hébreu : ארץ ישראל שלנו, litt. Notre Terre d'Israël) est un parti religieux d'extrême droite israélien,,. Fondé par le rabbi Habad Shalom Dov Wolpo et Baruch Marzel le 11 novembre 2008, son but est d'empêcher la création d'un État palestinien et les démantèlements de colonies israéliennes en Cisjordanie.
En 2008, en prévision des élections législatives de 2009, Shalom Dov Wolpo et son groupe de campagne « SOS Israël » s'allièrent avec le Front national juif de Baruch Marzel. La liste soumise au scrutin pour la Knesset était menée par Shalom Dov Wolpo, Baruch Marzel et le musicien israélien Ariel Zilber. Dans les semaines précédant l'élection, la liste d'union accepta de participer comme composante de la liste Union nationale, Michael Ben-Ari, son représentant, prenant la 4e place sur la liste. L'Union nationale remporta quatre sièges, permettant à Michael Ben-Ari d'entrer à la Knesset.
Le 27 octobre 2010, des violences éclatent dans la ville d'Umm al-Fahm entre les militants d'Eretz Yisrael Shelanu et des contre-manifestants arabes israéliens.